# گانگاموپتریس
گانگاموپتریس (به انگلیسی: Gangamopteris)، یک جنس از گیاهان دوران کربنیفر-پرمین است که بسیار شبیه به گلوسوپتریس (Glossopteris) می‌باشد؛ و پیش‌ازاین، به‌عنوان سرخس با بازتولید بذر طبقه‌بندی شده بود. این جنس معمولاً فقط به برگ‌ها اعمال می‌شود، و آن را به‌عنوان تاکسون شکل می‌دهد. گانگاموپتریس در غلظت برخی از ذخایر زغال سنگ، مانند معدن گروه بیکن (Beacon Supergroup) نیز یافت شده است.
در ژئوپارک (Geopark) پالورورتا در ریوگراند دوسول، برزیل، نیز گانگاموپتریس اوبتاوا یافت شده است. همچنین، در مینا موررو پاپائولو در ماریانا پیمنتل و کوئیتریا (Quitéria) واقع در پانتانوگراند نیز یافت شده است. قدمت و تاریخچه‌ی این گیاه به دوران پرمین و ساخت ریو بونیتو (Rio Bonito) برمی‌گردد؛ که نخستین‌بار در شهر کاچوئیرا دسول (Cachoeira do Sul) دیده شد.